# Вольное (Черноморский район)
Во́льное (до 1945 года Абулгазы́; укр. Вільне, крымскотат. Abulğazı, Абулгъазы) — исчезнувшее село в Черноморском районе Республики Крым, располагавшееся на юго-востоке района, на берегу озера Донузлав, примерно в 4 километрах южнее современного села Новоивановка.

## Динамика численности населения
| - 1806 год — 38 чел. - 1889 год — 72 чел. - 1892 год — 0 чел. | - 1900 год — 96 чел. - 1915 год — 0/94 чел. - 1926 год — 87 чел. |

## История
Идентифицировать Абулгазы среди названий, зачастую сильно искажённых, деревень в Камеральном Описании Крыма… 1784 года пока не удалось — возможно, это Аризат Тарханского кадылыка Козловскаго каймаканства. После присоединения Крыма к России (8) 19 апреля 1783 года, (8) 19 февраля 1784 года, именным указом Екатерины II сенату, на территории бывшего Крымского ханства была образована Таврическая область и деревня была приписана к Евпаторийскому уезду. После павловских реформ, с 1796 по 1802 год входила в Акмечетский уезд Новороссийской губернии. По новому административному делению, после создания 8 (20) октября 1802 года Таврической губернии, Абулгазы был включён в состав Яшпетской волости Евпаторийского уезда.
По Ведомости о волостях и селениях, в Евпаторийском уезде с показанием числа дворов и душ… от 19 апреля 1806 года, в деревне Абуль-газы числилось 9 дворов и 38 жителей — крымских татар}. На военно-топографической карте генерал-майора Мухина 1817 года деревня Абилгазы обозначена с 11 дворами. После реформы волостного деления 1829 года Абуль Газы, согласно «Ведомости о казённых волостях Таврической губернии 1829 года», остался в составе Яшпетской волости. Затем, видимо, вследствие эмиграции крымских татар в Турцию, деревня заметно опустела, и на карте 1842 года Абулгазы обозначен условным знаком «малая деревня» (это означает, что в нём насчитывалось менее 5 дворов).
В 1860-х годах, после земской реформы Александра II, деревню приписали к Курман-Аджинской волости. Видимо, некоторое время селение пустовало, поскольку в «Списке населённых мест Таврической губернии по сведениям 1864 года» Абулгазы не значится и лишь на трёхверстовой карте Шуберта 1865—1876 годов в деревне показаны всего 3 двора, но упомянуто в труде профессора А. Н. Козловского 1867 года, по обследованиям которого вода в колодцах деревни Абулгазы была пресная, а их глубина колебалась от 2 до 10 саженей (от 4 до 20 м). В «Памятной книге Таврической губернии 1889 года», включившей результаты Х ревизии 1887 года, в деревне Абиль-Газы числилось 11 дворов и 72 жителя. В «…Памятной книжке Таврической губернии на 1892 год», о деревне Абулгазы, входившей в Киркулачский участок, никаких сведений, кроме названия, не приведено.
Земская реформа 1890-х годов в Евпаторийском уезде прошла после 1892 года; в результате её Абулгазы приписали к Кунанской волости. По «…Памятной книжке Таврической губернии на 1900 год» в деревне числилось 96 жителей в 16 дворах. По Статистическому справочнику Таврической губернии. Ч.II-я. Статистический очерк, выпуск пятый Евпаторийский уезд, 1915 год, в деревне Абулгазы Кунанской волости Евпаторийского уезда числилось 14 дворов (все дворы безземельные) с русским населением без приписных жителей, но с 94 — «посторонними», из которых 45 мужчин и 49 женщин. Жители землёй не владели, в хозяйствах имелось 42 лошади, 28 волов, 11 коров и 740 голов мелкого скота.
После установления в Крыму Советской власти, по постановлению Крымревкома от 8 января 1921 года № 206 «Об изменении административных границ»> была упразднена волостная система и образован Евпаторийский уезд, в котором создан Ак-Мечетский район; село вошло в его состав, а в 1922 году уезды получили название округов. 11 октября 1923 года, согласно постановлению ВЦИК, в административное деление Крымской АССР были внесены изменения, в результате которых округа были отменены, Ак-Мечетский район упразднён, а село вошло в состав Евпаторийского района. Согласно Списку населённых пунктов Крымской АССР по Всесоюзной переписи 17 декабря 1926 года, в хуторе Абдулгазы, Сабанчинского сельсовета Евпаторийского района, числилось 19 дворов, все крестьянские, население составляло 87 человек, все украинцы. Согласно постановлению КрымЦИКа от 30 октября 1930 года «О реорганизации сети районов Крымской АССР», был восстановлен Ак-Мечетский район (по другим данным, это произошло 15 сентября 1931 года), и село вновь включили в его состав. К 1940 году был создан Абулгазинский сельсовет.
Указом Президиума Верховного Совета РСФСР от 21 августа 1945 года Абулгазы был переименован в Вольное, а Абулгазинский сельсовет — в Вольновский. С 25 июня 1946 года Абулгазы в составе Крымской области РСФСР, 26 апреля 1954 года Крымская область была передана из состава РСФСР в состав УССР. С начала 1950-х годов, в ходе второй волны переселения (в свете постановления № ГОКО-6372с «О переселении колхозников в районы Крыма»), в Черноморский район приезжали переселенцы из различных областей Украины.. Село было 2-м отделением совхоза «Каракуль». Время упразднения сельсовета и включения в состав Новоивановского сельсовета пока не установлено: на 15 июня 1960 года село уже числилось в его составе. Вольное ликвидировано в период с 1 июля 1977 года, так как на эту дату оно ещё числилось в списках Новоивановского сельсовета по 1985 год, поскольку в списках упразднённых после этой даты населённых пунктов не значится.